# Karl Rüedi
Karl Rüedi, né à Davos le 21 avril 1848 (ou le 23) et mort à Arosa le  17 juin 1901 , est un pneumologue suisse.

## Carrière
Rüedi connaît la célébrité dans le monde entier après avoir soigné l'auteur écossais Robert Louis Stevenson pendant les hivers 1880-1881 et 1881-1882.
Stevenson décrit et louange Rüedi dans la dédicace de son recueil de poésie Underwoods (1887) comme étant « le bon génie de l'Anglais dans ses montagnes glaciales ».